# Bala Town Football Club
Maillots
Actualités
Dernière mise à jour : 6 juillet 2015.
Bala Town Football Club est un club de football professionnel gallois basé dans la ville de Bala dans la région de Gwynedd. Le club joue actuellement dans le Championnat du pays de Galles de football.
Le club formé dans les années 1880 joue ses matchs à domicile dans le stade de Maes Tegid.

## Histoire
Les archives sont imprécises quant à la date exacte de fondation du club de Bala Town. Tout au plus indique-t-on que, « dans les années 1880 », une équipe de football jouait ses matchs sur les rives du lac de Bala. Deux équipes voient ensuite le jour : Bala North End et Bala South End qui sont ensuite englobées dans une même équipe, formée en 1897 : Bala Thursdays. Son stade se situe sur l'actuel terrain de cricket de la ville et porte alors le nom de Castle Park. Quelques années plus tard, dans les années 1900, émerge une nouvelle équipe, du nom de Bala Press Team, qui devient une des meilleures équipes de Galles du Nord et remporte notamment la Dolgellau Cup et la Cambrian Coast League.
On n'a par contre aucune statistique sur l'équipe avant la saison 1921-1922, saison durant laquelle Bala joue en deuxième division, toujours dans son stade de Castle Park. Il faut attendre le début des années 1950 pour voir le club s'établir dans un nouveau stade, le Maes Tegid, où il joue toujours, 60 ans plus tard. Après avoir joué dans plusieurs championnats régionaux, Bala est promu dans un championnat de division 1 régionale au début de la saison 1995-1996, dont il devient champion en 1998. Ce titre lui ouvre les portes de la Premier Division (3e division nationale) la même année, puis à la Cymru Alliance League en 2004-2005. En 2009, une deuxième place dans ce championnat, ainsi que des installations mises en conformité avec les exigences de la ligue, qualifie le club pour la Welsh Premier League, la plus haute marche du championnat gallois. Depuis lors, Bala Town demeure dans ce groupe, malgré des classements de bas de tableau.

## Bilan sportif

### Palmarès
- Championnat du pays de Galles
  - Vice-champion en 2015, 2016 et 2022.
- Coupe du pays de Galles
  - Vainqueur en 2017.
  - Finaliste en 2023.
- Coupe de la Ligue du pays de Galles
  - Vainqueur en 2023
  - Finaliste en 2014 et en 2015.

### Bilan saison par saison
|           | I | II | Points | Journées | V  | N  | D  | b.p. | b.c. | Diff. |
| 2017-2018 | 4 |    | 49 pts | 32       | 15 | 4  | 13 | 37   | 48   | -11   |
| 2016-2017 | 3 |    | 57 pts | 32       | 16 | 9  | 7  | 61   | 46   | +15   |
| 2015-2016 | 2 |    | 57 pts | 32       | 15 | 12 | 5  | 48   | 27   | +21   |
| 2014-2015 | 2 |    | 59 pts | 32       | 18 | 5  | 9  | 67   | 42   | +25   |
| 2013-2014 | 8 |    | 45 pts | 32       | 13 | 6  | 13 | 61   | 45   | +16   |
| 2012-2013 | 7 |    | 56 pts | 32       | 17 | 5  | 10 | 62   | 41   | +21   |
| 2011-2012 | 5 |    | 49 pts | 32       | 14 | 7  | 11 | 48   | 41   | +7    |

Légende :
- I / II / III : division jouée
- V / N / D : victoires / matchs nuls / défaites
- b.p. / b.c. : buts pour / buts contre
- Diff : différence de buts
- Champion du pays de Galles
- Promotion dans le championnat hiérarchiquement supérieur
- Relégation dans le championnat hiérarchiquement inférieur

### Bilan européen
Note : dans les résultats ci-dessous, le score du club est toujours donné en premier.
| Saison    | Compétition             | Tour              | Club                | Domicile | Extérieur | Total             |
| --------- | ----------------------- | ----------------- | ------------------- | -------- | --------- | ----------------- |
| 2013-2014 | Ligue Europa            | Premier tour Q    | Levadia Tallinn     | 1 - 0    | 1 - 3     | 2 - 3             |
| 2015-2016 | Ligue Europa            | Premier tour Q    | FC Differdange 03   | 2 - 1    | 1 - 3     | 3 - 4             |
| 2016-2017 | Ligue Europa            | Premier tour Q    | AIK Solna           | 0 - 2    | 0 - 2     | 0 - 4             |
| 2017-2018 | Ligue Europa            | Premier tour Q    | FC Vaduz            | 1 - 2    | 0 - 3     | 1 - 5             |
| 2018-2019 | Ligue Europa            | Tour préliminaire | SP Tre Fiori        | 1 - 0    | 0 - 3     | 1 - 3             |
| 2020-2021 | Ligue Europa            | Premier tour Q    | Valletta FC         | N/A      | 1 - 0     | 1 - 0             |
| 2020-2021 | Ligue Europa            | Deuxième tour Q   | Standard de Liège   | N/A      | 0 - 2     | 0 - 2             |
| 2021-2022 | Ligue Europa Conférence | Premier tour Q    | Larne FC            | 0 - 1    | 0 - 1     | 0 - 2             |
| 2022-2023 | Ligue Europa Conférence | Premier tour Q    | Sligo Rovers        | 1 - 2    | 1 - 0 ap  | 2 - 2 (3 - 4 tab) |
| 2024-2025 | Ligue Conférence        | Premier tour Q    | Paide Linnameeskond | 1 - 2    | 1 - 1 ap  | 2 - 3             |

Légende
- Victoire ou qualification pour le tour suivant
- Match nul
- Défaite ou élimination de la compétition

## Joueurs et personnages du club

### Entraîneurs
L'entraîneur actuel du club est Colin Caton. Celui-ci a passé de longues années à Bala Town comme joueur et il en est devenu l'entraîneur en 2003. Son assistant est Steve Crompton. En mai 2011, il est condamné par la fédération galloise à six matchs de suspension pour « mauvaise conduite ». La saison étant achevée au moment du verdict, la suspension prend effet au commencement de la saison 2011-2012.

## Structures du club

### Stade

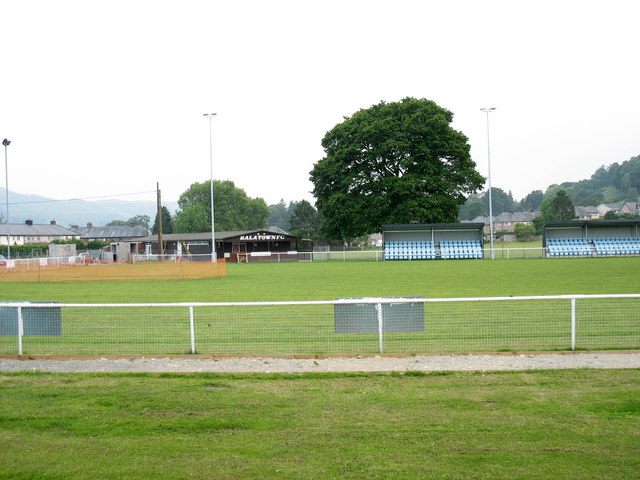
Vue du Maes Tegid, stade de Bala Town.

Le Bala Town Football Club joue ses matchs à domicile au Maes Tegid, situé dans la Castle Street, à Bala. Il peut accueillir 3 000 spectateurs, mais seules 504 places sont assises. Le record de spectateurs a été enregistré le 14 août 2009 à l'occasion de la rencontre Bala Town-Bangor City, avec 938 spectateurs. Un grand parking à proximité permet d'accueillir les véhicules des visiteurs.
Les tarifs permettant d'entrer dans le stade sont de 6 £ par adulte, 3,50 £ pour les tarifs réduits et 1 £ pour les enfants. Un accès aménagé pour les handicapés est prévu.